# Kila
Kíla — ирландская группа, основанная в 1987 году в графстве Дублин, играющая в жанрах ирландской народной музыки и «world music».

## Описание
Группа была основана Ронаном О’Снодах (боуран, вокал), его братом, мультиинструменталистом Россой и волынщиком Оуэном Диллоном. Затем к группе присоединился ещё один из братьев О’Снодах — Колм, играющий на флейте, после чего группа стала выступать с концертами в окрестностях Дублина.
В дальнейшем различные музыканты присоединялись к группе, а затем покидали её. Первый постоянный состав сформировался после прихода скрипачки Ди Армстронг, гитариста Лэнса Хогана и его брата Брайана, басиста.
Дебютный альбом «Kíla» «Handel’s Fantasy» вышел в 1992 году. На нём группа использовала традиционный стиль игры ирландской музыки. На следующем альбоме «Mind the Gap» (1995), ставшем логическим продолжением композиции «Four Ages of Man» с «Handel’s Fantasy», музыканты уже применяли более современные техники, использовали электрогитару и различные ритмы.
В следующем альбоме «Tóg É Go Bog É» (1998) группа смешала традиционную кельтскую музыку с афро-европейскими ритмами в стиле «Mouth Music» и «Afro Celt Sound System». Альбом 2000 года «Lemonade and Buns» стал продолжением поисков группы новых направлений развития традиционной ирландской музыки, на этот раз музыканты экспериментировали с африканской, ближневосточной и восточноевропейской музыкой. «Luna Park» 2003 года стал ритмичным, мелодичным и оригинальным для ирландской музыки, композиции альбома имеют разную динамику, «медленно вырастая в крещендо оргазмических пропорций и успокаиваясь до нежного завершения», что ярко проявлено на треках «Glanfaidh Me» and «Baroki».
За «Kíla» закрепился образ группы, которая бросает вызов пуристам от традиционной ирландской музыки, выходя за пределы фолка, включая в него элементы рока, джаза и электронной музыки. Альбом «Kíla & Oki» (2006) не стал исключением, он был записан «Kíla» совместно с японским музыкантом Oki. Последующий альбом «Gamblers' Ballet» (2007) был не столь экспериментальным как «Kíla & Oki», но ему тоже чужды условности и шаблоны традиционной музыки.
Группа много гастролирует и помимо студийных альбомов группа выпускает также концертные записи, в том числе на DVD.

## Состав
- Росса О’Снодах
- Ронан О’Снодах
- Колм О’Снодах
- Ди Армстронг
- Джеймс Махон
- Синен Бреннан
- Брайан Хоган
- Дэйв Хингерти

Бывшие участники:
- Колм Мак Кон Йомейр (1987—1991)
- Эд Келли
- Лэнс Хоган
- Оуэн О'Брайен
- Дэйв Одлум
- Карл Одлум
- Дэвид Рэйди
- Эйон Диллон

## Галерея
|  |  |  |  |  |
|  |  |  |  |  |

## Дискография

### Альбомы
- Groovin' — кассета с восемью треками (1991)
- Handel’s Fantasy (1993)
- Mind the Gap (1995)
- Tóg É Go Bog É (1997)
- Lemonade & Buns (2000)Live in Vicar St. (2000)
- Monkey — саундтрек (2002)
- Luna Park (2003)
- Live in Dublin (2004)
- Best of & Live in Dublin (двойной альбом) (2005)
- Another Beat — ремиксы японских музыкантов на композиции «Kíla» (2006)
- Kíla & Oki — совместно с Oki (2006)
- Gamblers' Ballet (2007)
- The Secret of Kells — саундтрек, совместно с Брюно Куле (2009)
- Rogha — The Best Of (2009)
- Soisín (2010)
- Suas Síos (2014)
- Song of the Sea — саундтрек, совместно с Брюно Куле (2014)

### Синглы
- «Ón Taobh Tuathail Amach» (1997)
- «Tóg é go Bog é» (2002)
- «Glanfaidh Mé» (2003)
- «An Tiománaí» — совместно с Heatwave (2005)
- «Tóg é go Bog é» — совместно с Oki (2005)
- «hAon Dó & Ní Liom Féin» — совместно с «Oki» (2006)
- «Half Eight/Leath ina dhiaidh a hOcht» (2007)
- «Cabhraigí Léi/Nothing Changes Around Here» (2007)
- «The Ballad of Ronnie Drew» — совместно с «U2», «The Dubliners» и «A Band of Bowsies» (2008)
- «Cardinal Knowledge» (2009)

### DVD
- Live in Vicar St (2003)
- Kíla 'Once Upon a Time' (2008)